# Юдино желязо
„Юдино желязо“ е български игрален филм (приключенски, драма) от 1989 година, по сценарий и режисура на Светослав Овчаров. Оператор е Георги Чолаков. Музиката във филма е композирана от Божидар Петков.

## Актьорски състав
- Никола Пашов – Кръстю
- Александър Дойнов – Върбан
- Николай Урумов – Македончето
- Иван Савов – Гастрольорът
- Стефан Мавродиев – Разказвачът
- Богдан Глишев – ханджията Курти
- Мариана Крумова – Ханджийката
- Радой Ралин – Латернаджията
- Тодор Андрейков – Фотографа
- Юлия Кънчева – Г-жа Миланова
- Катя Иванова – Кръстювица
- Йордан Биков – Началникът на гарата
- Панайот Панайотов – Ловецът
- Радослав Блажев – Коко Ненов
- Груди Кадиев – Старшията с мустаците
- Димитър Хаджийски – Тодор Стражаря
- Димитър Лаков – очилатият бирник
- Илиян Балинов (като Ил. Балинов)
- Владимир Йочев (като Вл. Йочев)
- Васил Вачев (като В. Вачев)
- Д. Милев
- Ив. Киров
- М. Милчев
- К. Стоянов
- Христо Бойчев (като Хр. Бойчев)
- М. Пашова
- Л. Шехтов
- Хр. Димитров
- Й. Николова